# Russeinerbrücke
Die Russeinerbrücke (rätoromanisch Punt Russein) und die Neue Russeinbrücke sind eine Holzbrücke sowie eine eingespannte Eisenbeton-Bogenbrücke auf dem Gebiet der Gemeinden Sumvitg und Disentis/Mustér im Kanton Graubünden in der Schweiz.

## Geschichte

### Holzbrücke von 1857
Am 9. Januar 1857 beschloss der Kleine Rat des Kantons Graubündens, im Zusammenhang mit dem Ausbau der Oberländerstrasse in der Surselva über die Russeinerschlucht zwischen den Gemeinden Disentis und Sumvitg eine Brücke bauen zu lassen. Baumeister war der Zimmermeister Johann Feller aus Ilanz. Die Russeinerbrücke war eine der ersten Brücken in der Schweiz, die nach dem System von William Howe gebaut wurden. Sie steht unter dem Schutz des Kantons Graubünden.
Das Holz – 450 Stämme für die Brücke und weitere 400 für das Lehrgerüst – lieferten die beiden beteiligten Gemeinden. Die Kosten für das Holz und die Transporte betrugen 18'900 Franken, der Bau selber kostete 21'900 Franken. Am 10. November 1857 wurde die Brücke eingeweiht.

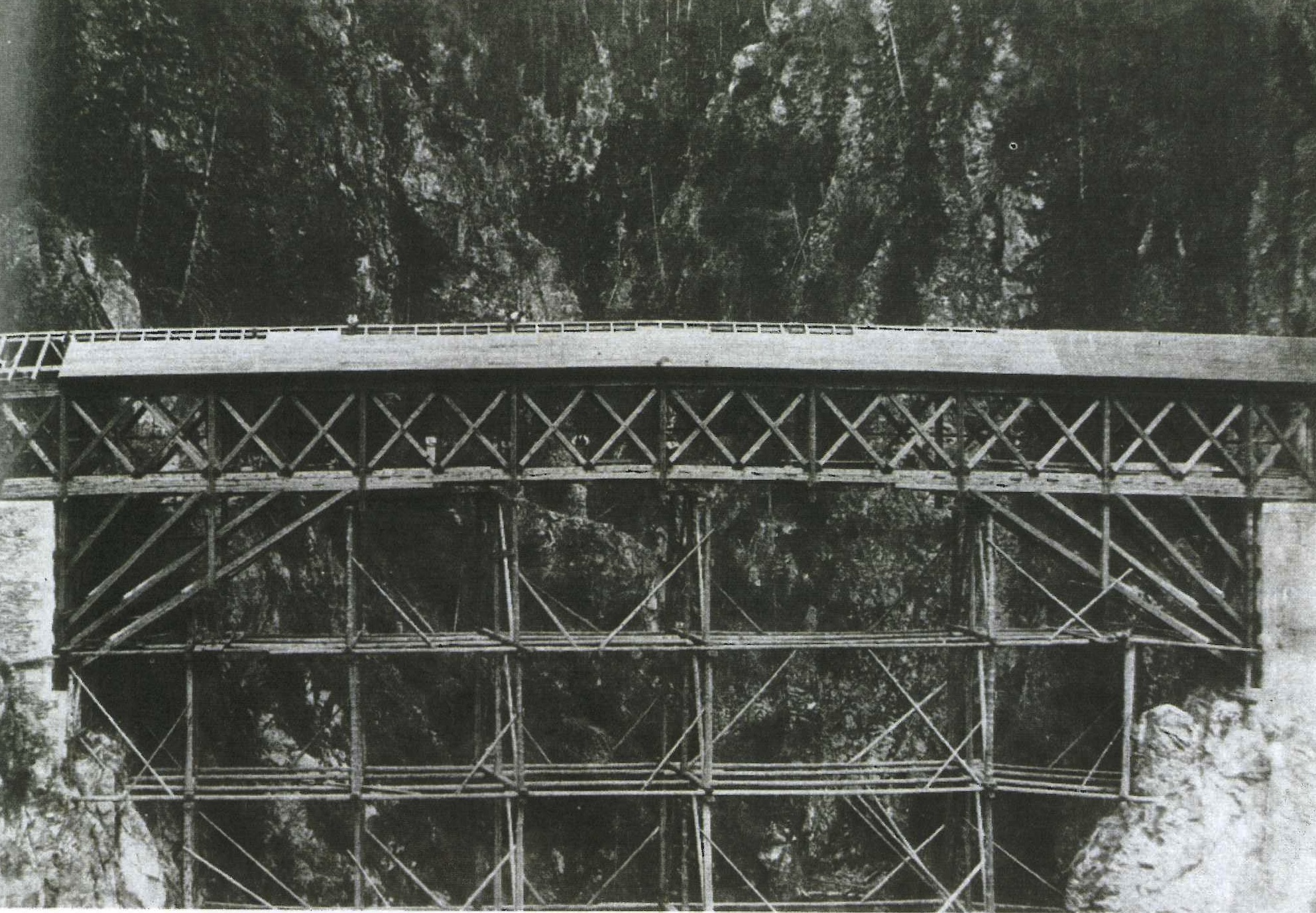
Im Bau
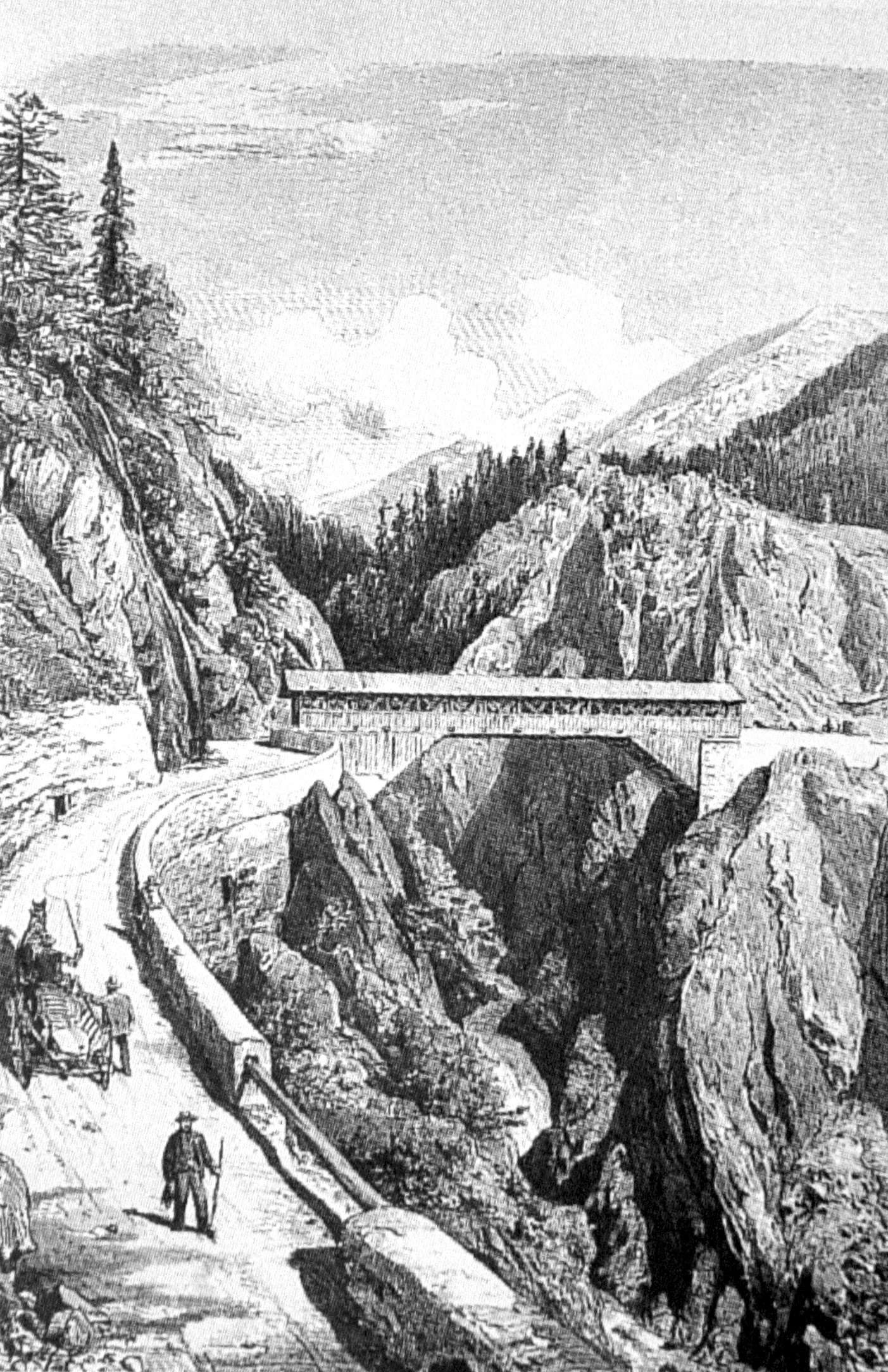
1890
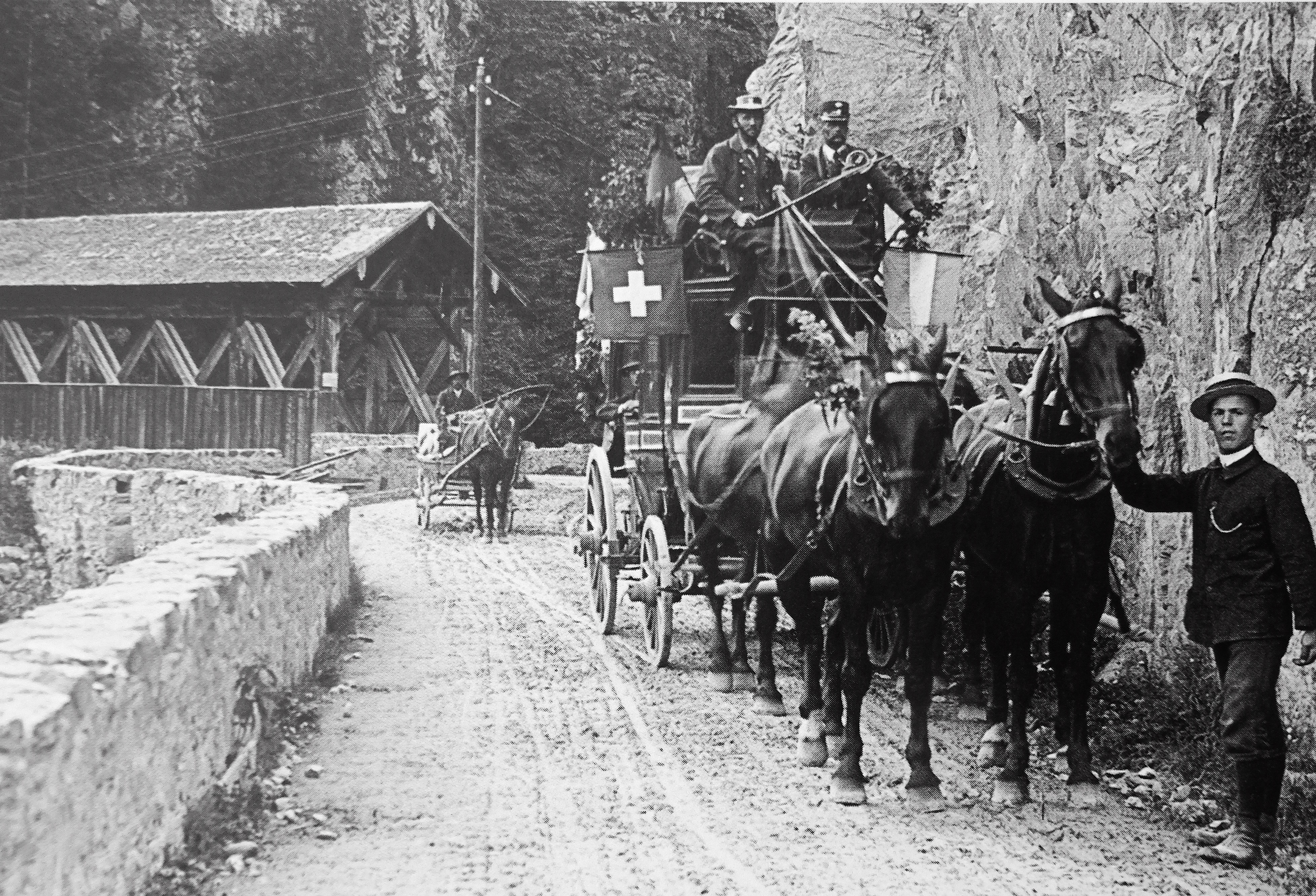
Letzte Fahrt der Postkutsche nach der Eröffnung der Bahnlinie Disentis - Ilanz am 31. Juli 1912 mit dem Postillon Julius Anton Nay

Nach 1938 wurde der Verkehr über die neu erstellte Betonbrücke geführt und die alte Holzkonstruktion drohte zu zerfallen. Schulkinder aus der Umgebung sammelten Geld für deren Rettung, indem sie von Haus zu Haus gingen und ein Gedicht des Disentiser Pfarrers Giusep Durschei vortrugen. Dieses Engagement veranlasste Einwohner, die Vereinigung «Pro Punt Russein» zu gründen. Zusammen mit der Unterstützung von Bund und Kanton Graubünden wurden die nötigen Mittel zur Sanierung der Brücke beschafft. 1981 wurde die Brücke renoviert.

### Betonbrücke von 1937
1937 wurde mit dem Bau einer neuen Brücke begonnen, da die alte Holzbrücke auch nach einer Unterspannung im Jahre 1914 nur für Fahrzeuge bis zu einem Gewicht von 5 Tonnen zugelassen war.
2014 wurde der Fahrbahnbereich saniert. Dabei wurden die Seitenmauern mit fensterartigen Durchbrüchen durch leicht nach aussen versetzte geschlossene Mauern ersetzt.

## Sonstiges

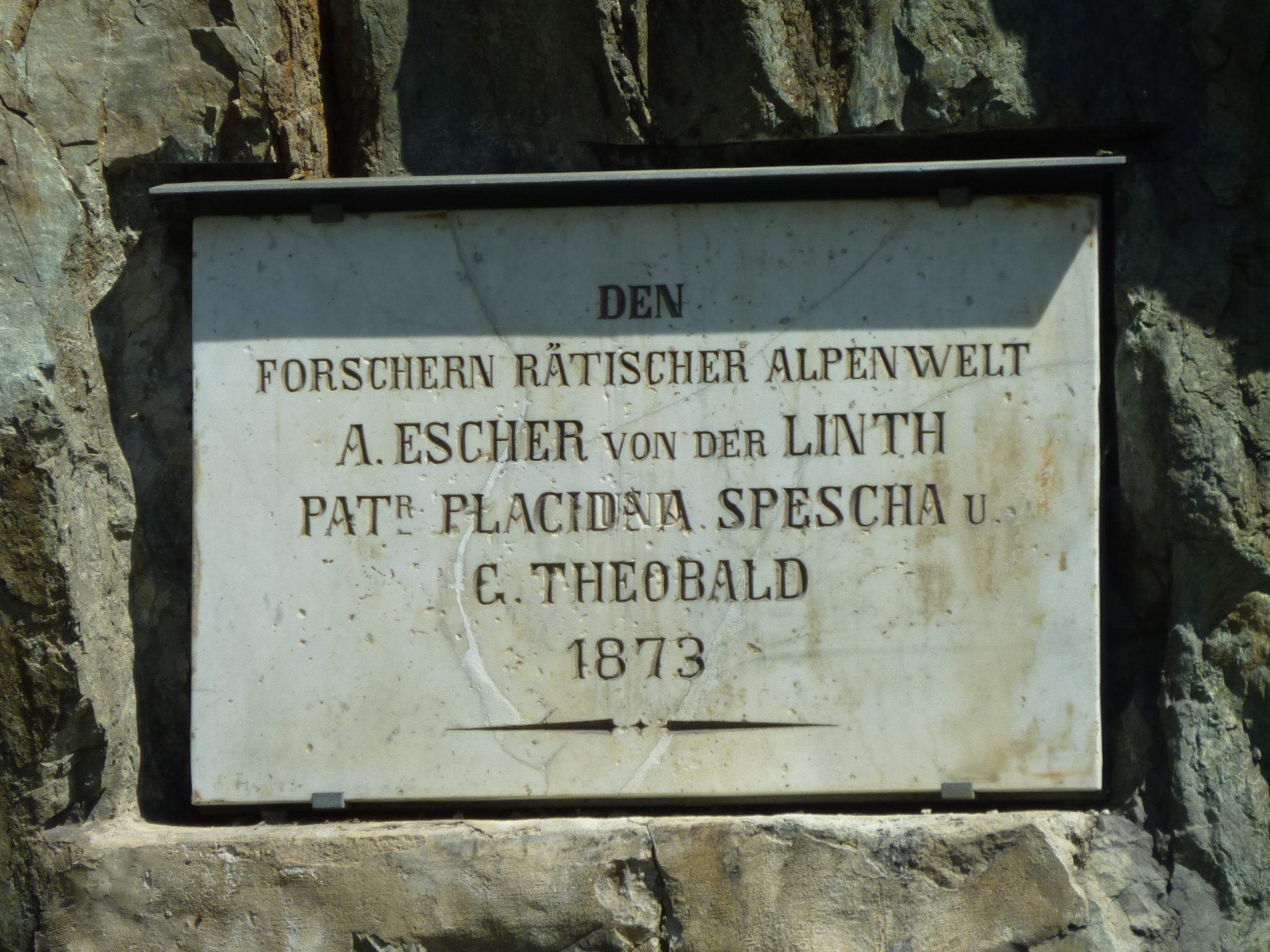
Gedenkstein

- Neben der Brücke wurde 1873 ein Gedenkstein angebracht, der an die Naturforscher Arnold Escher von der Linth, Pater Placidus a Spescha und Gottfried Ludwig Theobald erinnert.
- Der aus Natursteinen gemauerte Val Russein-Viadukt der Rhätischen Bahn wurde 1911 gebaut.

## Bilder

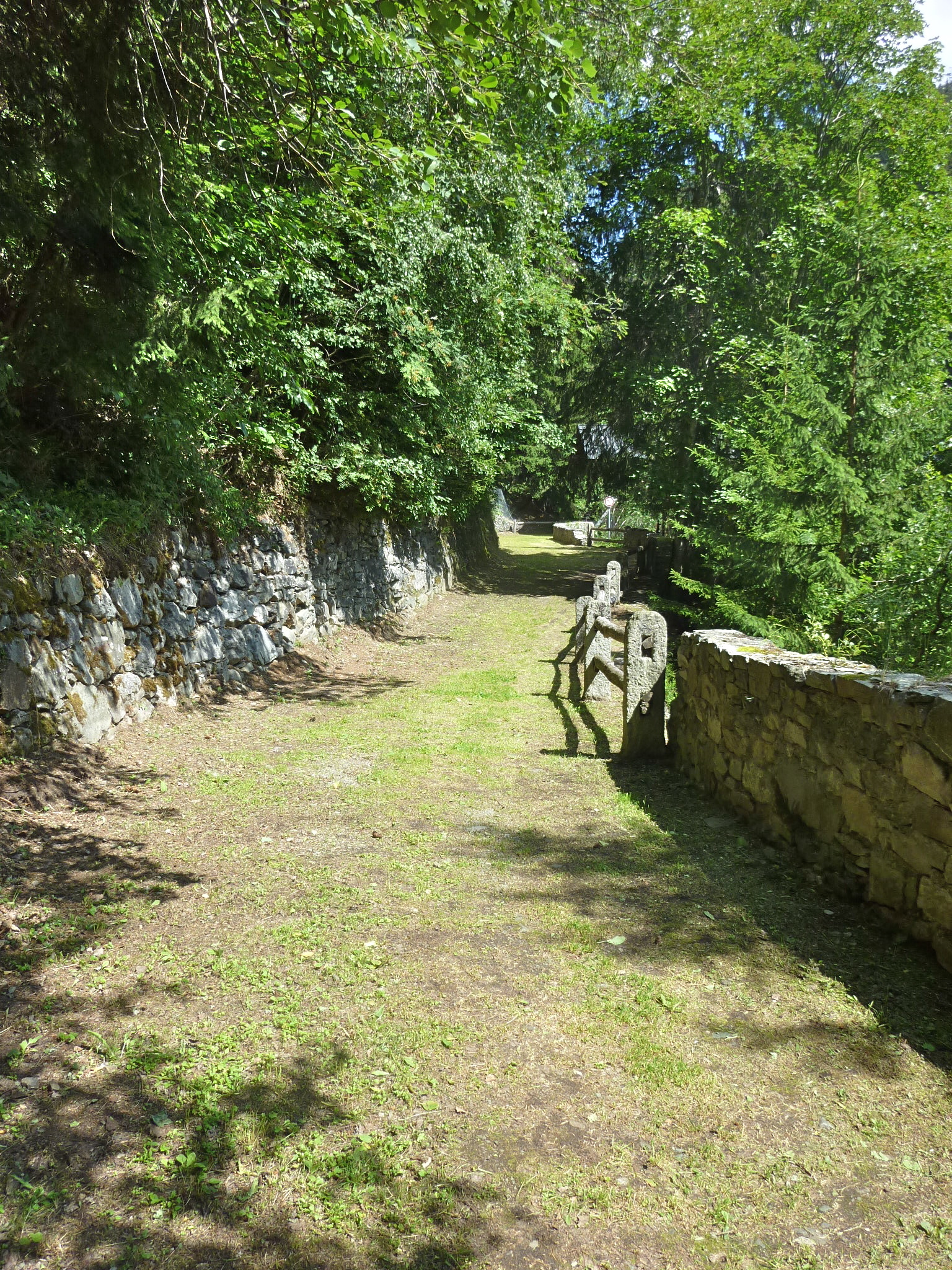
Ehemalige Strasse zur Brücke auf der Westseite
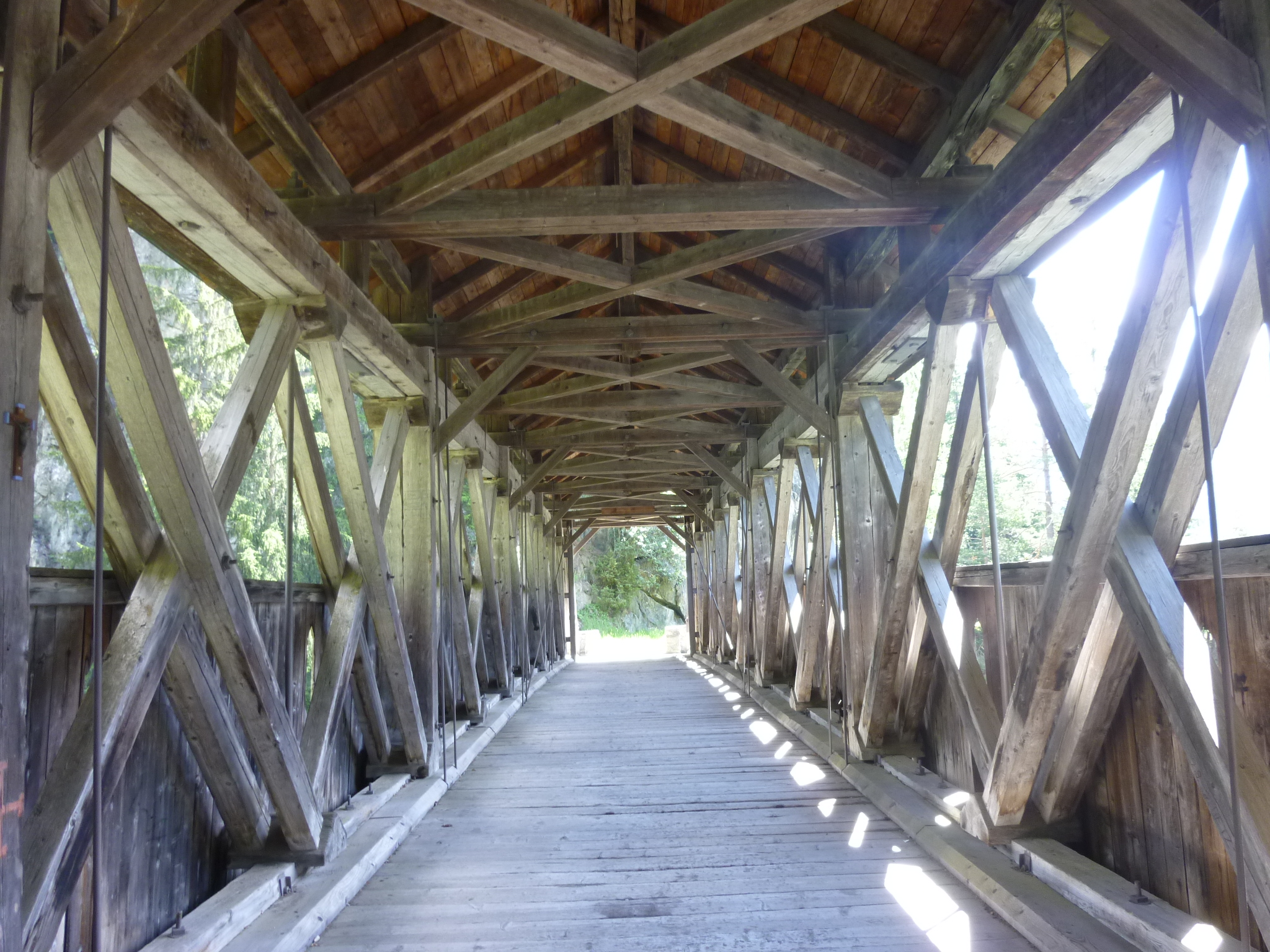
Fachwerk mit den Tragstäben der Verstärkung von 1917
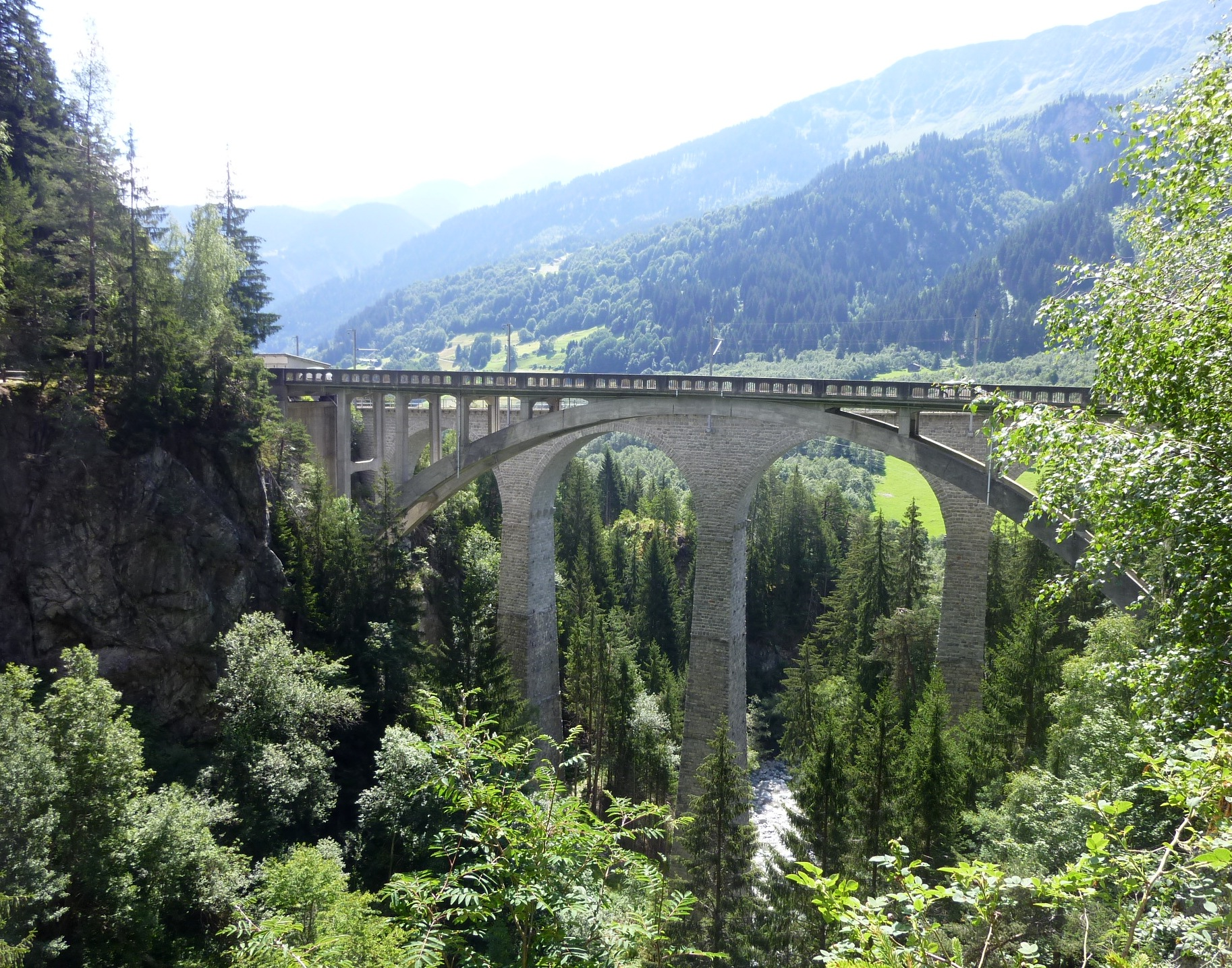
Blick auf die neuere Strassenbrücke von 1937 und das RhB-Viadukt